# Zdenko Franjić
Zdenko Franjić, poznat i pod umjetničkim imenom Lutajući DJ Zdena je hrvatski nezavisni glazbenik i izdavač. Drugo je ime za hrvatsku alternativnu scenu i scenu iz regije još od kraja osamdesetih. Za njegovu izdavačku kuću smatra se da je prva nezavisna izdavačka kuća u Jugoslaviji. Izdavaštvom se bavi punih 30 godina.
Preko njegove diskografske etikete Slušaj najglasnije u diskografski su svijet zakoračili Majke, Satan Panonski, Jure Klavijatura, Overflow, Bambi Molesters, Goribor, Damir Avdić, Autogeni Trening, Kojoti, M.O.R.T., Gori Ussi Winnetou i mnogi drugi značajni rock-sastavi iz Hrvatske i susjednih država. Ranih devedesetih radio je cjelovečernje koncerte u Vrbiku zvane Bombardiranje New Yorka na kojima je nastupalo više sastava, a zadnji iz serije trajao je dva ili tri dana. S izvođačima nikada nije potpisivao ugovore. Iza Franjića je danas više stotina objavljenih albuma. I dalje objavljuje desetak albuma mjesečno. Kod Franjića su prije rata snimali neki kasnije kultni američki sastavi poput The Humpersa ili Morlocksa. Franjić objavljuje i knjige i stripove. Godine 1994. pokrenuo je svoju biblioteku “Bratstvo duša” u kojoj su većinom izdane knjige glazbenika i poezija. Redovito nastupa. Svira uz pomoć matrica kao Lutajući DJ Zdena, ali i sa sastavima Loši dečki i Babilonci.

## Vanjske poveznice
- Discogs
- Discogs